# Kohei Morita
Kohei Morita (盛田 剛平 Morita Kohei?), född 13 juli 1976 i Aichi prefektur, är en japansk fotbollsspelare.
Morita började sin karriär 1999 i Urawa Reds. Efter Urawa Reds spelade han för Cerezo Osaka, Kawasaki Frontale, Omiya Ardija, Sanfrecce Hiroshima, Ventforet Kofu och Thespakusatsu Gunma. Han avslutade karriären 2017.